# Israel Delgado
Israel Delgado Andrés (Madrid, España, 22 de enero de 1979), futbolista español. Juega como lateral izquierdo y su actual equipo es la Unió Esportiva Cornellà del Grupo III de la Segunda División B de España.

## Trayectoria
Jugador de la cantera de la R.S.D Alcalá ficha por C.D Guadalajara en el que esta dos temporadas jugando un play off de ascenso a 2b, después ficha en el filial del Celta en el que esta cuatro temporadas logrando un ascenso a 2b ganando una Copa Federación y disputando un play off de ascenso a segunda división A, en la última temporada del filial alterna con el primer equipo en el que llega a debutar en primera división en Zorrilla en un Valladolid 0 Celta 2 y jugando varios partidos más de Copa y Liga, en la quinta temporada en Vigo es jugador del primer equipo en segunda división A asentándose como titular y logrando el ascenso a primera división, pese a ello al año se vio obligado a marcharse a un equipo de Segunda División B, el Córdoba. Su buen año en el equipo cordobés le permitió volver a la categoría de plata al Lorca Deportiva. Al expirar su contrato fichó por la Cultural Leonesa de Segunda B en la que esta dos temporadas y logran jugar un play off a segunda división A. Tras una temporada en el Toledo en octubre de 2010 ficha por el Premià y esa misma temporada cambia a la U.D Cornellá en la que aún milita y con la cual ha conseguido jugar dos play off a Segunda B en el segundo con ascenso incluido. Tras 5 temporadas en el club verde, medita su retirada.

## Clubes
| Club               | País   | Periodo   | Partidos | Goles |
| ------------------ | ------ | --------- | -------- | ----- |
| CD Guadalajara     | España | 1998-2000 |          |       |
| Celta de Vigo B    | España | 2000-2004 | 120      | 3     |
| Celta de Vigo      | España | 2003-2005 | 30       | 0     |
| Córdoba CF         | España | 2005-2006 | 28       | 1     |
| Lorca Deportiva CF | España | 2006-2007 | 32       | 1     |
| Cultural Leonesa   | España | 2007-2009 | 29       | 0     |
| CD Toledo          | España | 2009-2010 | 30       | 0     |
| CE Premia          | España | 2010-2011 |          |       |
| UE Cornellà        | España | 2011-2015 | 113      | 1     |

## Palmarés

### Campeonatos nacionales
| Título          | Club                    | País   | Año  |
| --------------- | ----------------------- | ------ | ---- |
| Copa Federación | R. C. Celta de Vigo "B" | España | 2002 |